# Coussey
Coussey este o comună franceză situată în departamentul Vosges, în regiunea Grand Est.

## Geografie

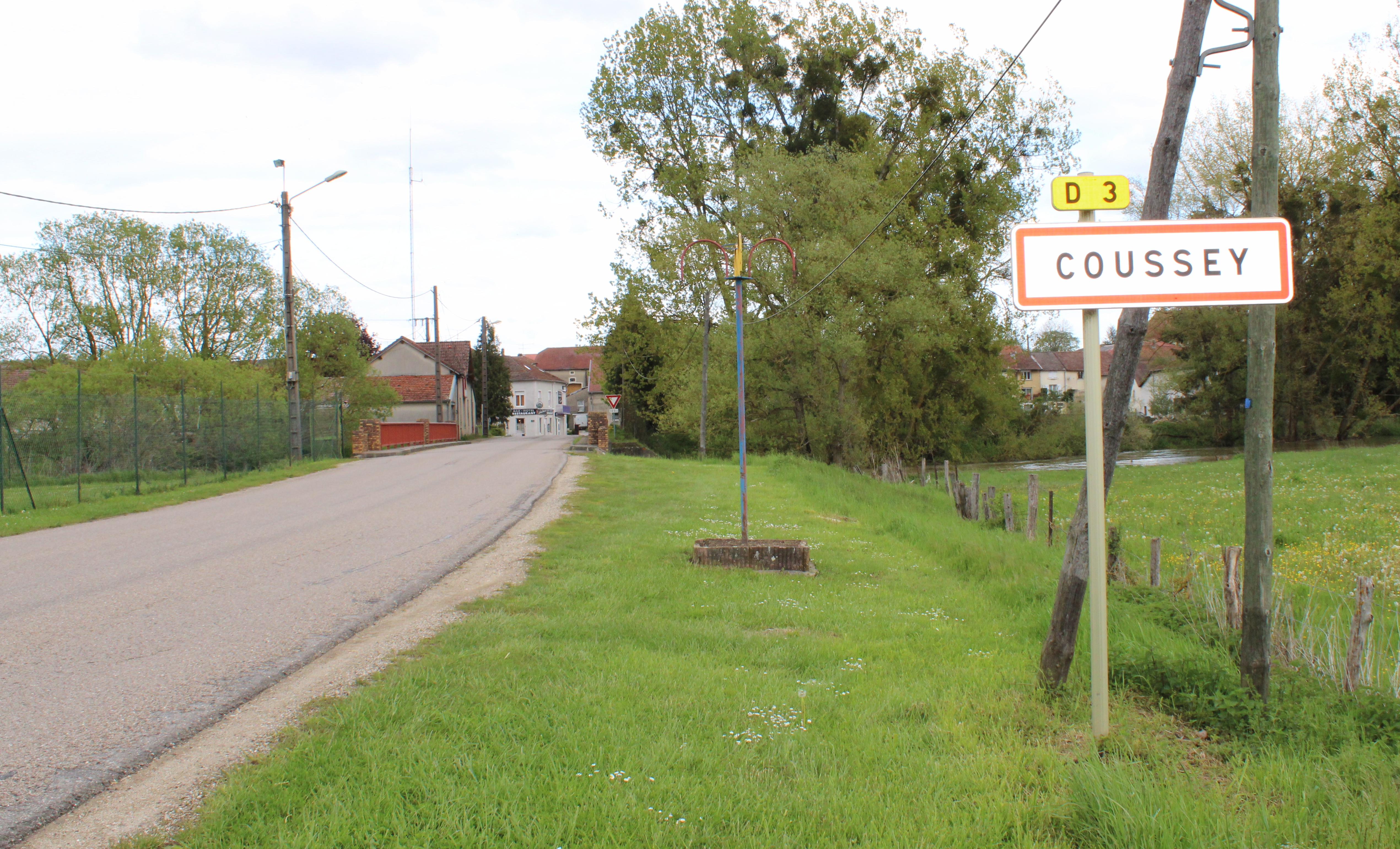
Intrarea în sat.

Satul se află pe malul râului Meuse, într-o deschizătură a coastelor Meuse, la 7 km nord de Neufchâteau. Comuna include o parte dintr-un platou calcaros în vest, cu pădurile Combelles, unde altitudinea depășește 400 de metri. Se poate ajunge acolo prin valea Enfants sau prin cea a unui mic pârâu numit Cul du Vau.

### Comune limitrofe

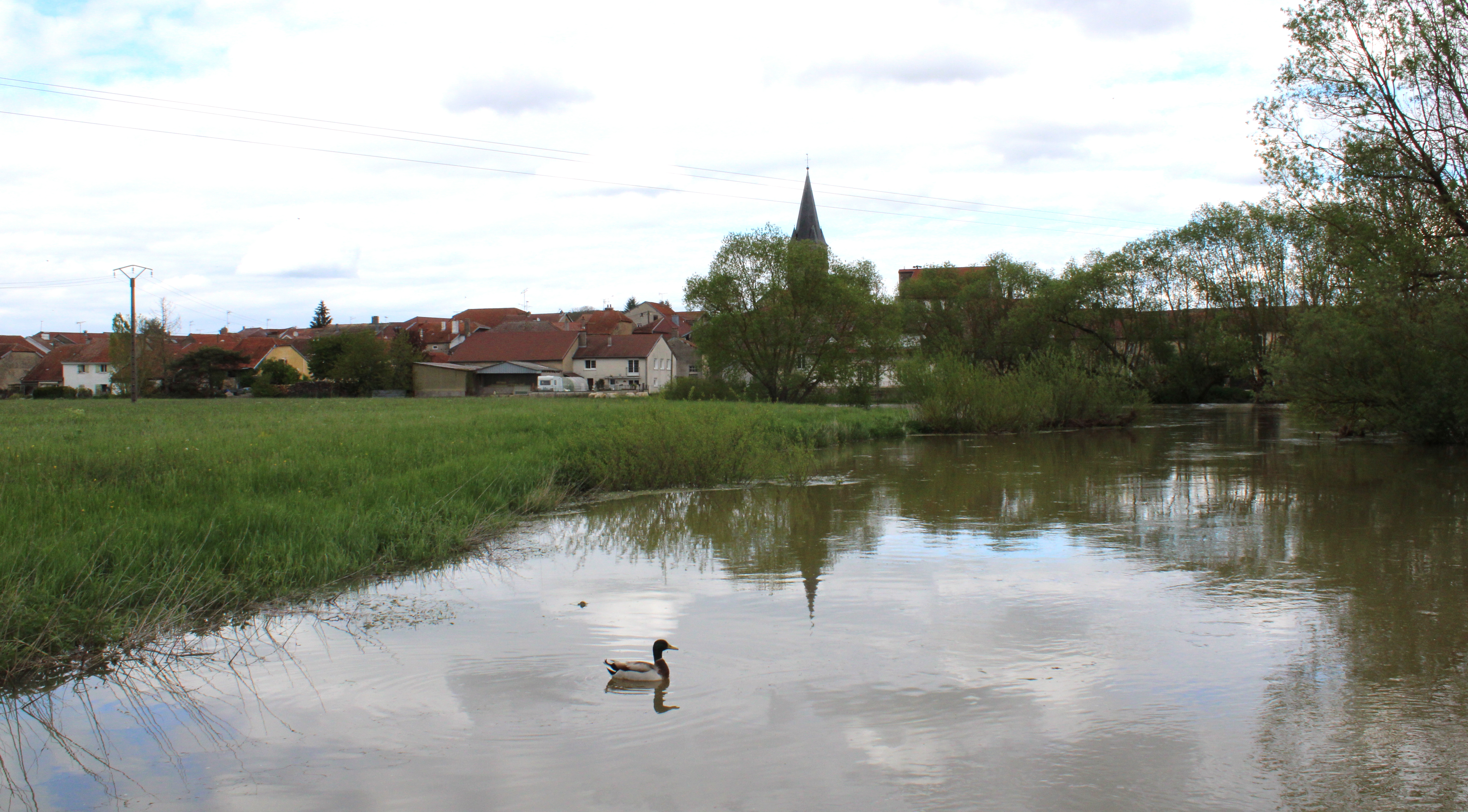
Panoramă a satului reflectată în Meuse.

| Seraumont | Domrémy-la-Pucelle |                            |
|           |                    | Moncel-sur-Vair            |
| Sionne    | Frebécourt         | Soulosse-sous-Saint-Élophe |

### Hidrografie
Comuna este situată în bazinul hidrografic al râului Meuse, în cadrul bazinului Rin-Meuse. Este drenată de râul Meuse, pârâul Saonnelle și Noue du Pont de Pagny.

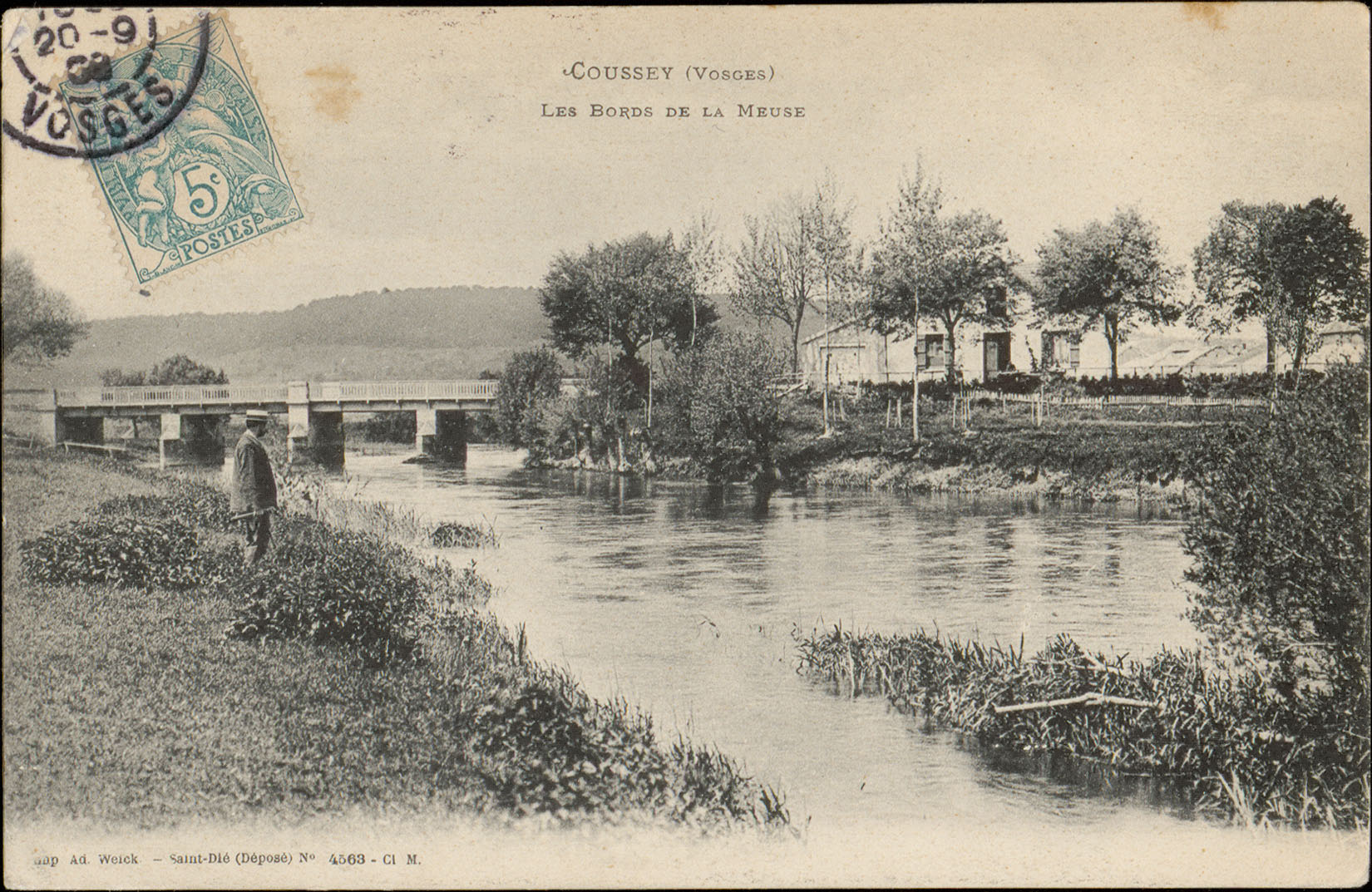
Malurile Meuse la Coussey.
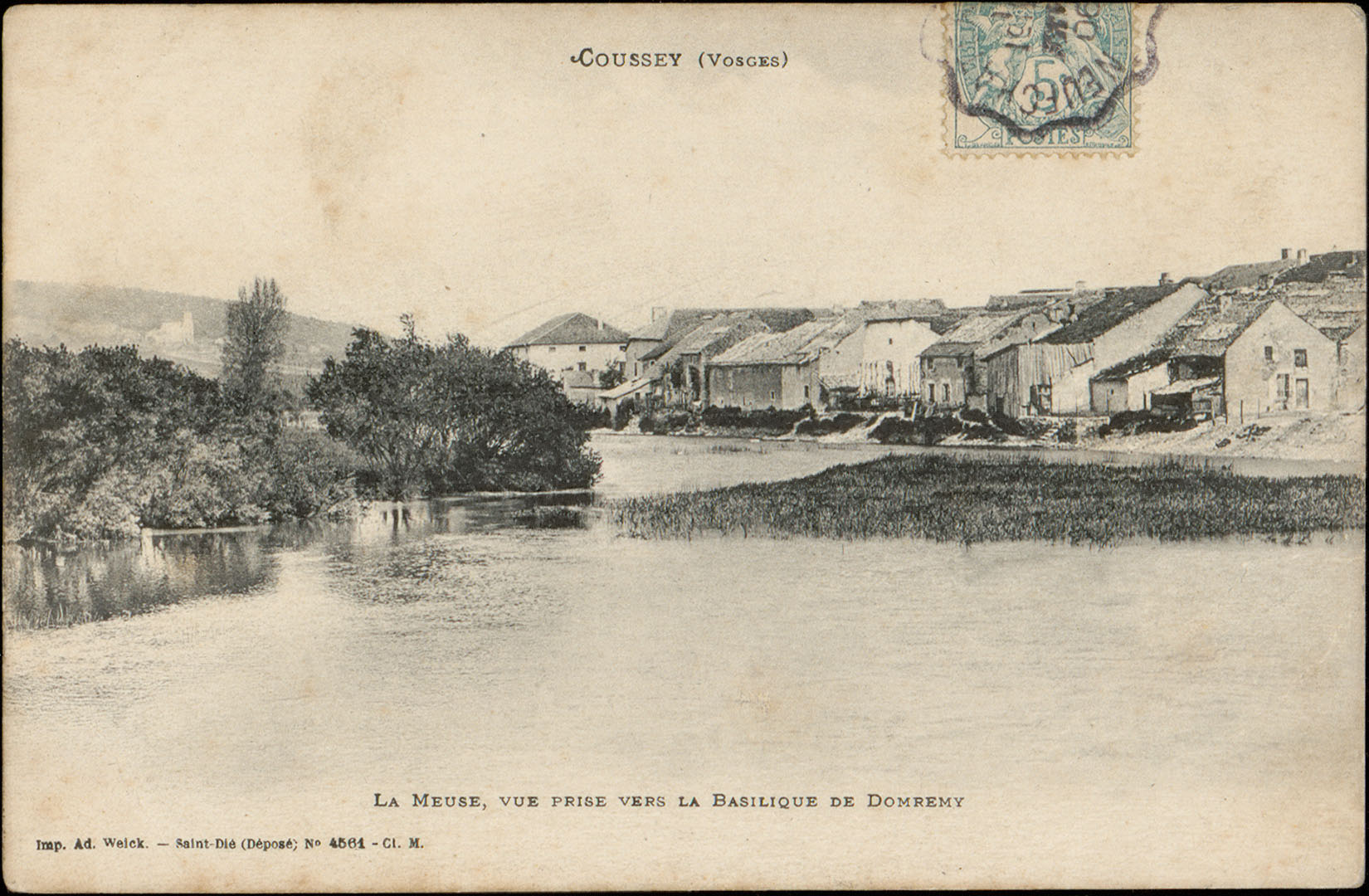
Vedere spre Meuse luată spre bazilica din Domrémy.
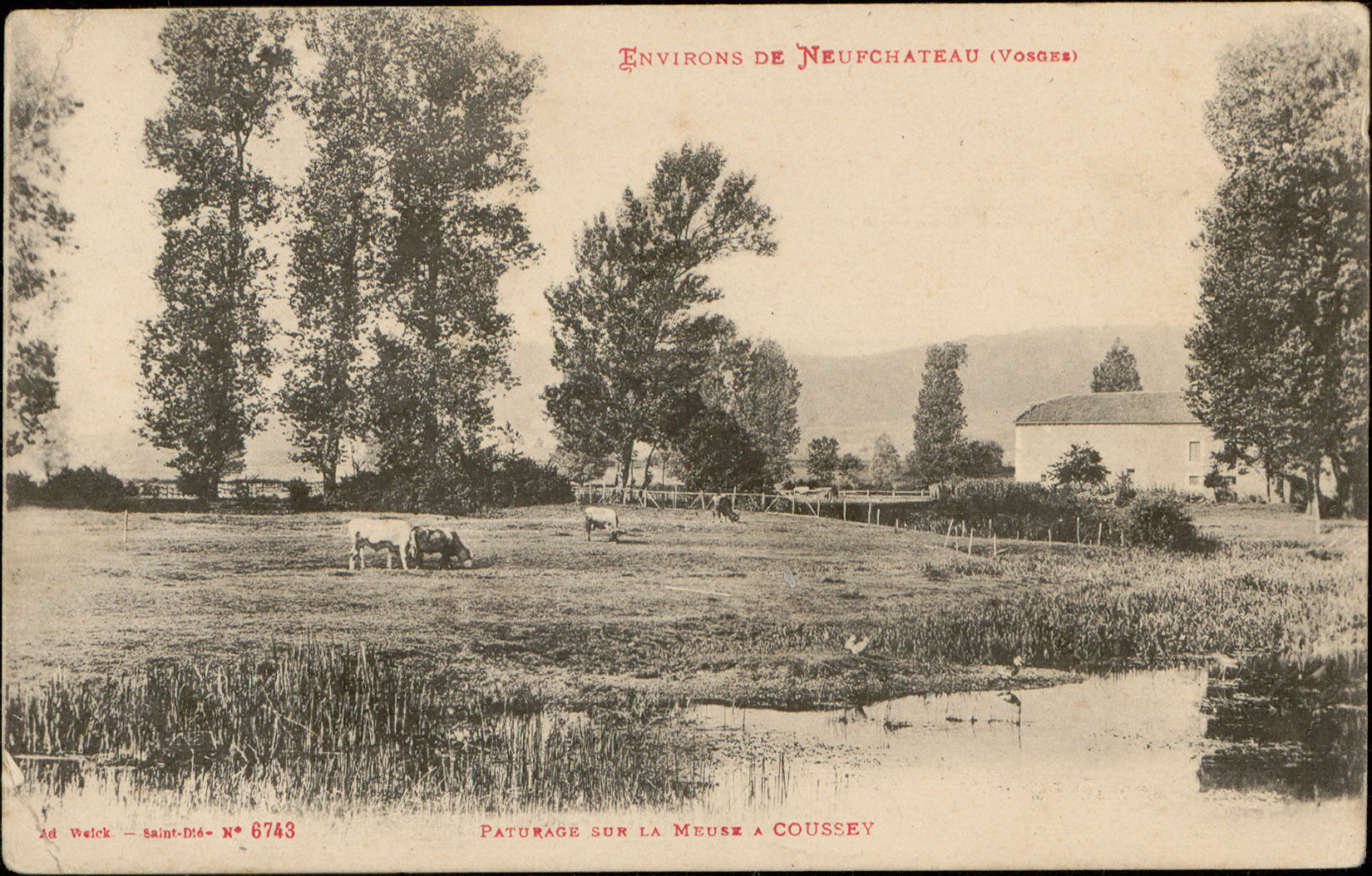
Pășune pe Meuse.

Fluviul Meuse își are izvorul în Franța, în comuna Le Châtelet-sur-Meuse, la o altitudine de 409 metri, și se varsă în Marea Nordului după un parcurs de aproximativ 950 de kilometri, traversând Franța pe o distanță de 486 de kilometri, Belgia și Țările de Jos.
Râul Saônelle, cu o lungime totală de 21,8 km, izvorăște din comuna Lafauche și se varsă în Meuse la granița dintre Frebécourt și teritoriul comunei, după ce a traversat opt comune.

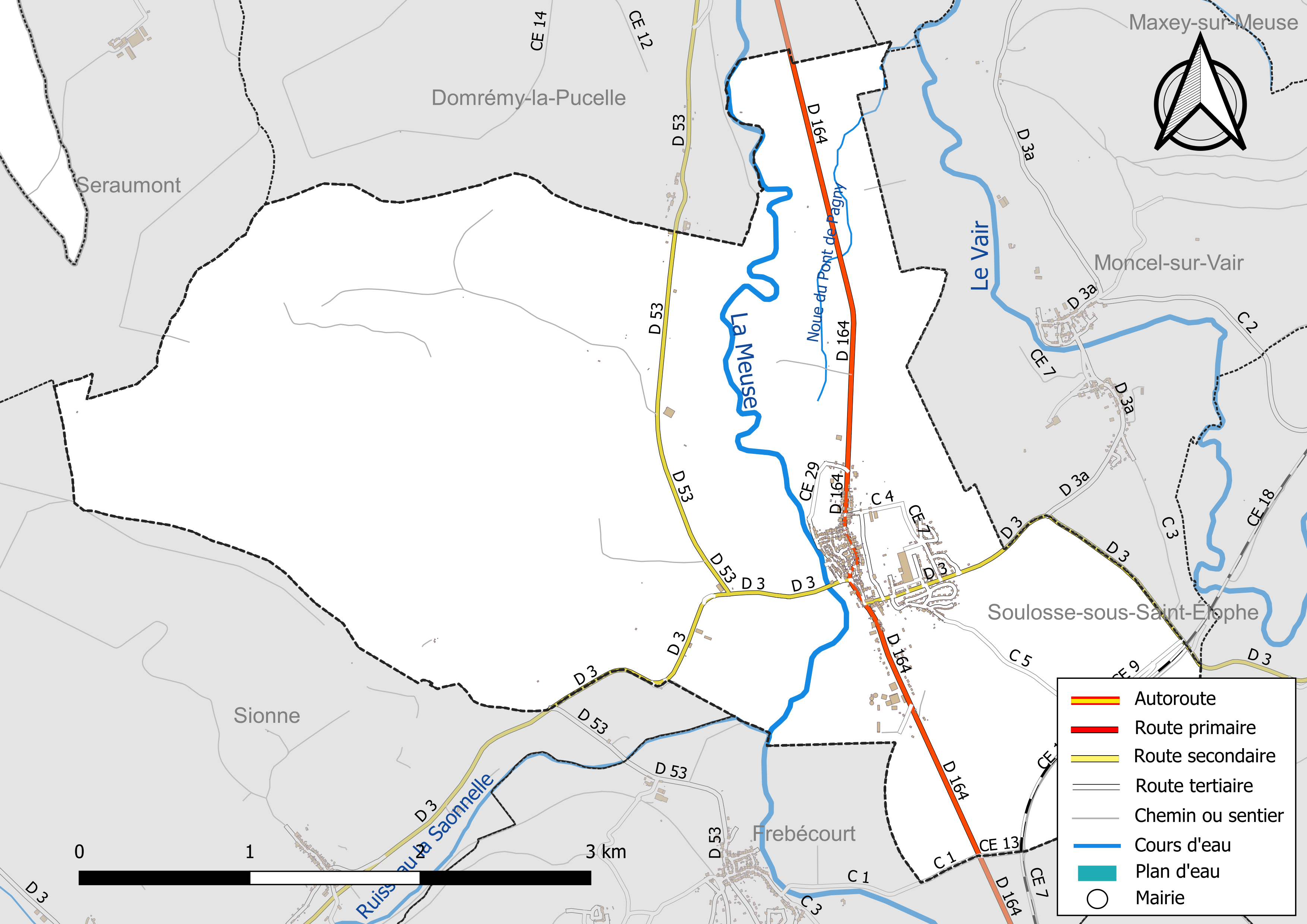
Rețelele hidrografice și rutiere Coussey.

Calitatea apei și a cursurilor de apă poate fi consultată pe un site dedicat, gestionat de agențiile de apă și de Agenția Franceză pentru Biodiversitate.

### Clima
În 2010, clima comunei era de tip montan, conform unui studiu al Centrului Național de Cercetare Științifică (CNRS) pe baza unui set de date care acoperă perioada 1971-2000 bazat pe o serie de date din perioada 1971-2000. În 2020, Météo-France a publicat o tipologie a climatului pentru Franța metropolitană, în care comuna este caracterizată de un climat oceanic alterat și se află în regiunea climatică Lorena, platoul Langres și Morvan. Această zonă se distinge prin ierni aspre (1,5 °C), vânturi moderate și ceață frecventă în toamnă și iarnă.
Pentru perioada 1971-2000, temperatura medie anuală este de 9,7 °C, cu o amplitudine termică anuală de 16,8 °C. Cumulul anual mediu de precipitații este de 947 mm, cu 13,2 zile de precipitații în ianuarie și 9,3 zile în iulie. Pentru perioada 1991-2020, temperatura medie anuală observată la stația meteorologică Météo-France cea mai apropiată, „Rollainville”, situată în comuna Rollainville la 7 km în linie dreaptă, este de 10,3 °C și cumulul anual mediu de precipitații este de 860,3 mm. Temperatura maximă înregistrată la această stație este de 39,6 °C, atinsă pe 25 iulie 2019; temperatura minimă este de −18,2 °C, atinsă pe 20 decembrie 2009.
Parametrii climatici ai comunei au fost estimați pentru mijlocul secolului (2041-2070) conform diferitelor scenarii de emisie de gaze cu efect de seră, bazate pe noile proiecții climatice de referință DRIAS-2020. Aceștia pot fi consultați pe un site dedicat publicat de Météo-France în noiembrie 2022.

## Urbanism

### Tipologie
La 1 ianuarie 2024, Coussey este clasificată drept comună rurală cu habitat dispersat, conform noii grile comunale de densitate cu șapte niveluri definită de INSEE (Institutul Național de Statistică și Studii Economice) în 2022. Ea este situată în afara unei unități urbane. De asemenea, comuna face parte din zona metropolitană a orașului Neufchâteau, fiind o comună din periferie. Această zonă, care cuprinde 72 de comune, este clasificată în categoriile de zone cu mai puțin de 50.000 de locuitori.

### Utilizarea terenului
Ocupația terenurilor din comună, conform bazei de date europene privind ocuparea biogeografică a terenurilor Corine Land Cover (CLC), este marcată de importanța terenurilor agricole (55,7 % în 2018), în scădere față de 1990 (57,2 %). Repartizarea detaliată în 2018 este următoarea: păduri (39,9 %), pajiști (30,9 %), terenuri arabile (24,6 %), zone urbanizate (4,4 %), zone agricole eterogene (0,2 %). Evoluția ocupării terenurilor în comună și a infrastructurilor sale poate fi observată pe diferitele reprezentări cartografice ale teritoriului: harta Cassini (secolul XVIII), harta de stat-major (1820-1866) și hărțile sau fotografiile aeriene ale IGN pentru perioada actuală (1950 până în prezent).

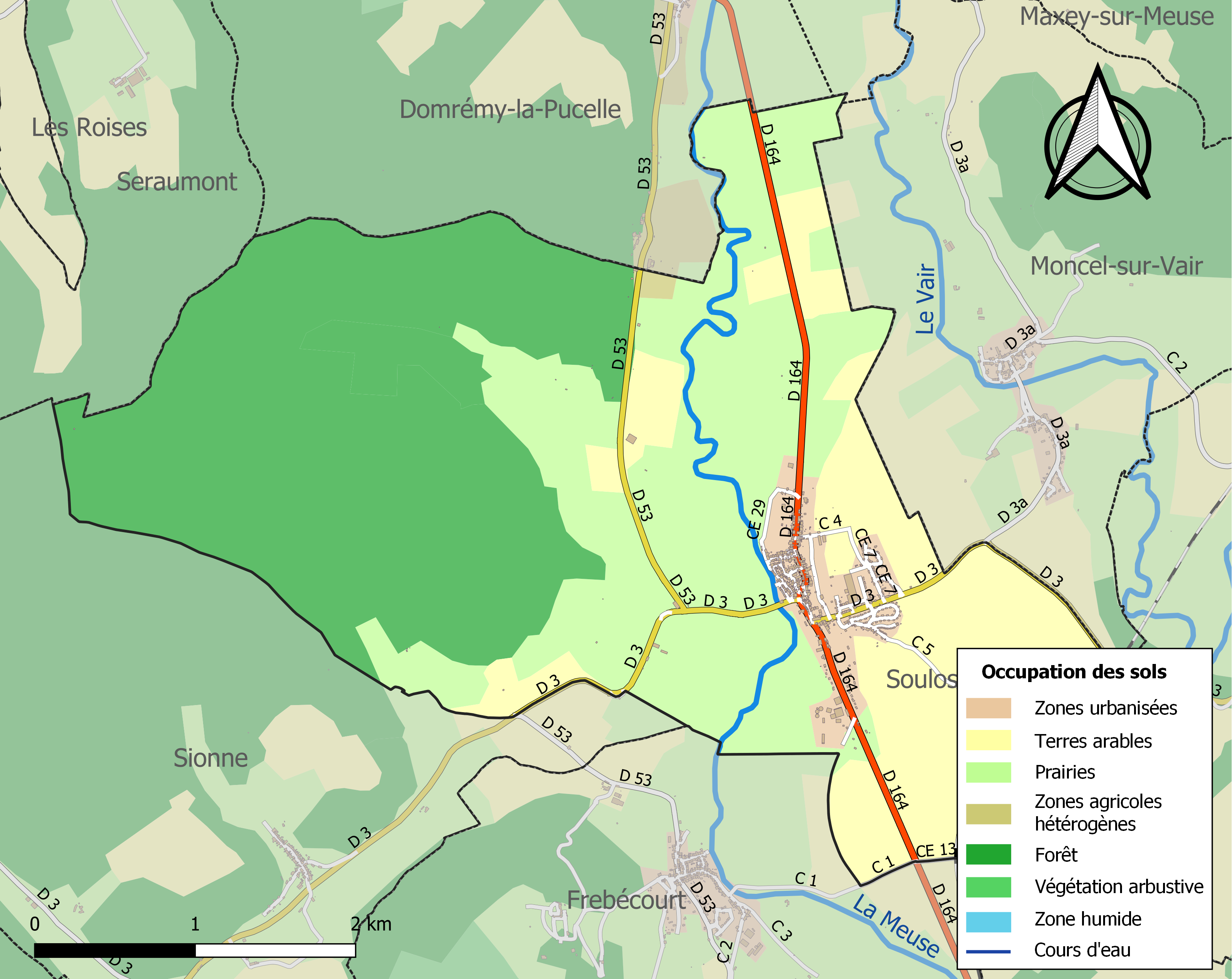
Harta infrastructurii și utilizării terenului a comunei în 2018 (CLC).

## Toponimie
Locul se numea în latina medievală Cussiacum. Erudiții toponimiști din secolul al XIX-lea au propus originea dintr-un nume de persoană galică Coccius, cu sufixul -iacum, care desemna apartenența unui domeniu la un bărbat. O altă ipoteză sugerează o origine directă dintr-un cuvânt galic care înseamnă „pantă” sau „ceea ce este în pantă”, generând toponime lorenze precum Couxey, Coxé, (war)couhé, Coussey, Cossé.

## Istorie
Coussey a fost ridicată la rang de comitat la 17 august 1736, în favoarea lui Simon Melchior Labbé, maestru al cererilor. Această localitate aparținea de bailliage-ul (districtul) din Neufchâteau.
Biserica sa făcea parte din dioceza Toul, decanat de Neufchâteau, până la crearea diocezei de Saint-Dié în 1778. Dreptul de patronaj al parohiei aparținea abatelui de Saint-Mansuy. Zeciuielile erau împărțite între priorul de Saint-Jacques și preotul paroh, o parte fiind atribuită stăpânului locului.
Castelul din comună a fost distrus în 1806.

## Populația și societatea

### Date demografice
Evoluția numărului de locuitori este cunoscută prin recensămintele populației efectuate în comuna respectivă începând din 1793. Pentru comunele cu mai puțin de 10 000 de locuitori, un recensământ al întregii populații este realizat la fiecare cinci ani, populațiile legale pentru anii intermediari fiind estimate prin interpolare sau extrapolare. Pentru comuna respectivă, primul recensământ exhaustiv în cadrul noului dispozitiv a fost realizat în 2008.
În 2021, comuna număra 710 locuitori, în scădere cu 3,53 % față de 2015 (Vosges: −31,91 %, Franța fără Mayotte: +1,84%).
| An        | 1793 | 1821 | 1841 | 1856 | 1876 | 1886 | 1901 | 1921 | 1936 | 1962 | 1982 | 2006 | 2013 | 2021 |
| --------- | ---- | ---- | ---- | ---- | ---- | ---- | ---- | ---- | ---- | ---- | ---- | ---- | ---- | ---- |
| Populație | 548  | 733  | 749  | 718  | 669  | 847  | 602  | 566  | 639  | 640  | 757  | 713  | 739  | 710  |

## Cultura și patrimoniul local

### Locuri si monumente

Biserica Notre-Dame-de-l’Assomption
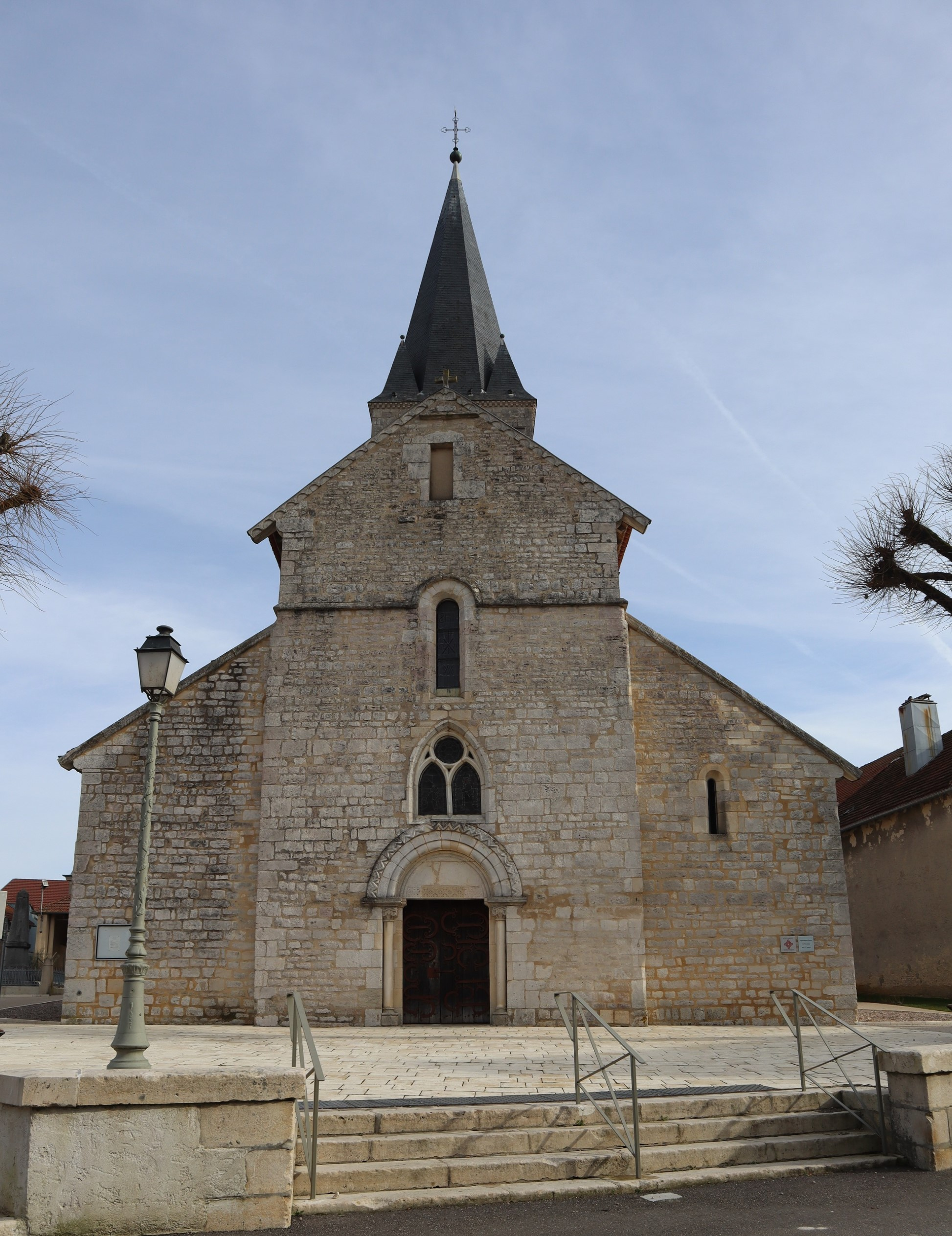
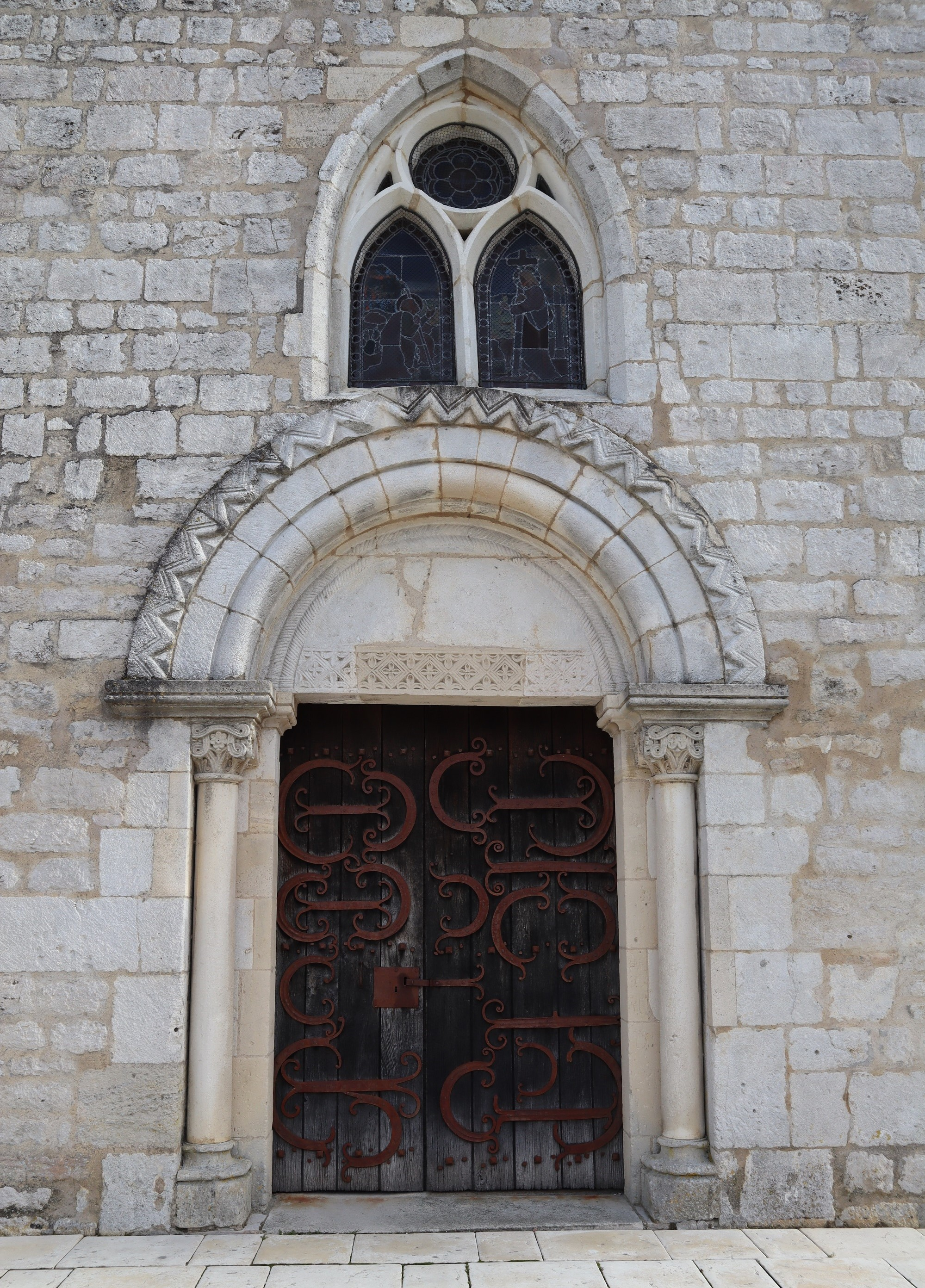
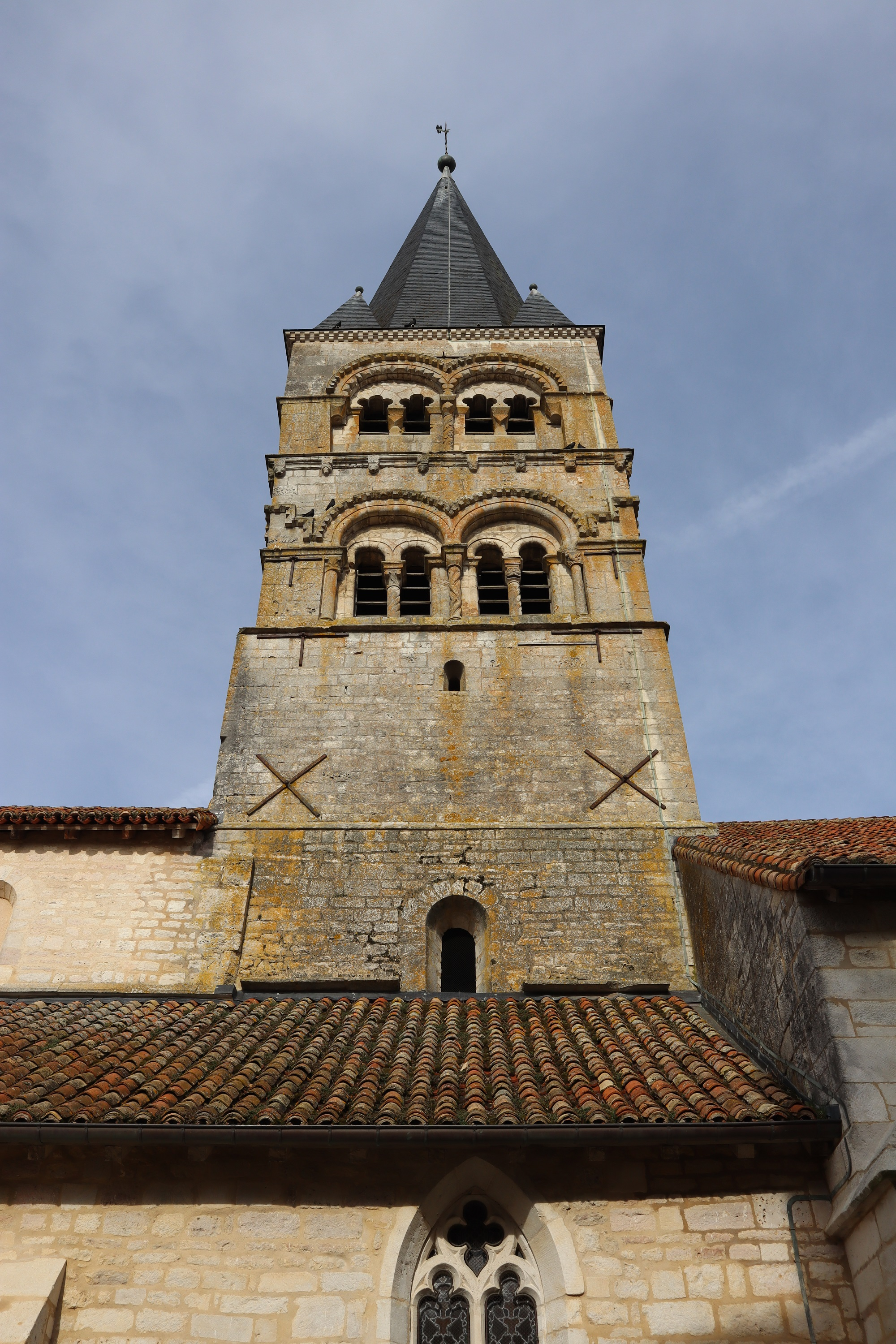
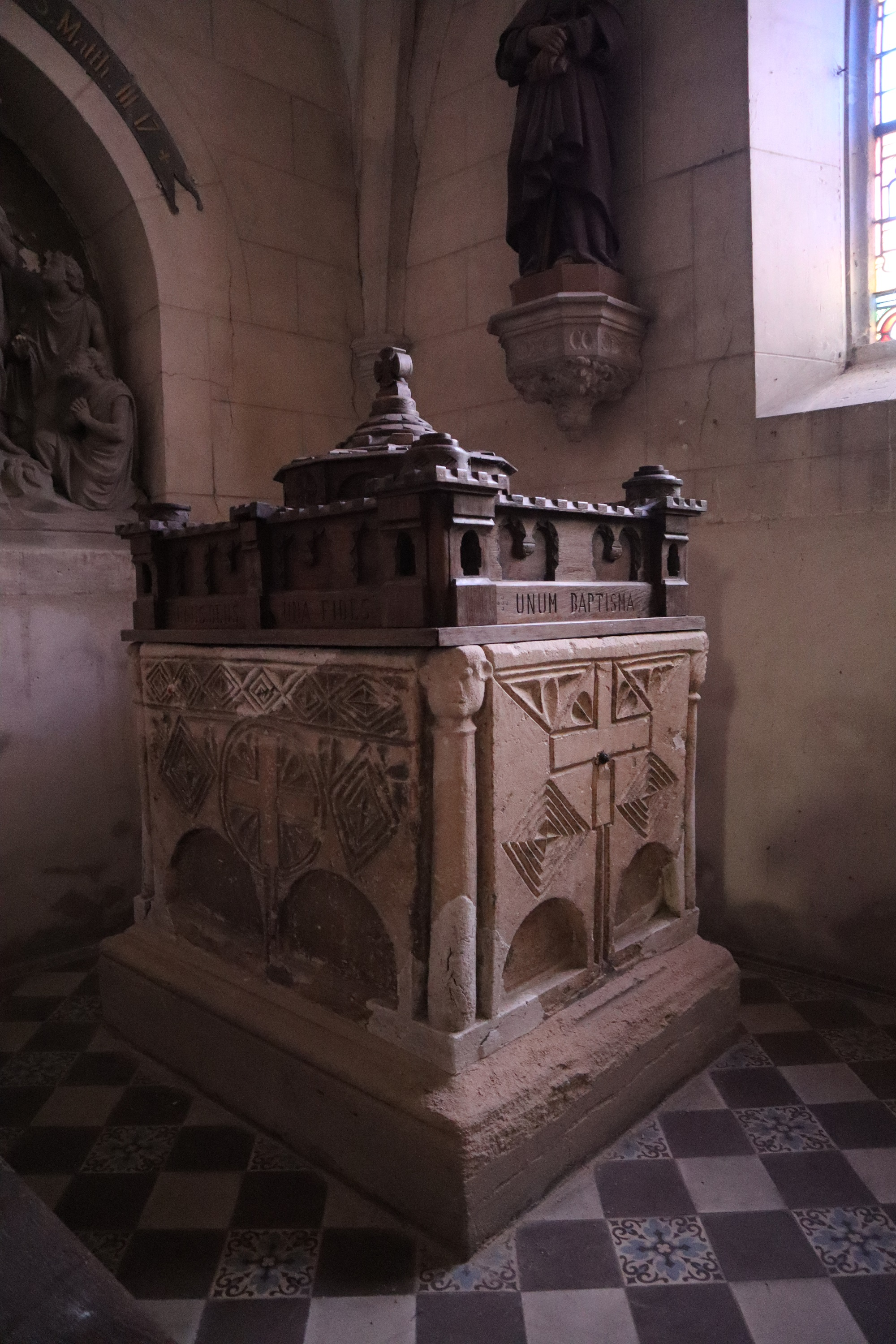

- Biserica Notre-Dame-de-l'Assomption a fost construită în secolul XII pentru navă, cu bolți de ogive adăugate în ultimul sfert al secolului XV, iar absida a fost reconstruită în secolul XVI. Exteriorul este în majoritate de stil romanic, în timp ce interiorul este predominant gotic. Biserica este clasată ca monument istoric prin decretul din 3 iunie 1908 pentru transept, cor, turnul clopotniței și ușă, și prin decretul din 27 noiembrie 1942 pentru navă[32].
- Monumentul eroilor[33].

## Înfrățiri
- Belgia – Anthisnes - oraș din provincia Liège.